# Christina Friederica von Holstein
Christina Friderica von Holstein (1741-1812) af adelsslægten Holstein blev født i Tønder og voksede op på Tønder Slot.
Hendes forældre var amtmand Frederik Vilhelm von Holstein (1703-1767) og Margaretha Hedvig von Ahlefeldt (1718-1781).
23 år gammel blev hun gift med sin fætter Christian Friederich von Holstein (1741-1796), der var Hertug af Glücksburg og blev udnævnt til kammerherre for Christian VII.
De levede sammen nogle år ved hoffet i København. Christian Friderich von Holstein faldt af ukendte årsager i unåde hos kongen og måtte flytte fra København.
Parret bosatte sig i det sønderjyske og købte i 1777 Favervrågård udenfor Christiansfeld.
Det var Christina Friedericas ønske at bo i nærheden af byen Christiansfeld. På det tidspunkt var byen kun fire år gammel, men her var allerede bygget en del huse, og netop det år de flyttede ind på gården, blev salsbygningen (kirken) indviet.
Christina Friderica von Holstein var vansiret af kopper og svigtet af sin uansvarlige ægtemand, men på trods af dette, så levede hun et engageret liv, som få andre.
Christina Friderica von Holstein blev nært knyttet til Brødremenigheden og brugte sin betydelige formue på at hjælpe enhver, som havde behov, også efter hendes død.

## Christinero - den romantiske have
Christina Friderica von Holstein skabte en romantiske have i slutningen af 1700-tallet. Efter hendes død fik haven navnet Christinero. Christina Friderica von Holstein ligger efter eget ønske og tilladelse af kongen, begravet i haven.
Christina Friderica levede i åndelig fordybelse og meditation i sit eget haveanlæg "Mine Tanker" (Christinero).

## Testamente
Favervrågården blev sammen med Christinero testamenteret til Brødremenigheden i Christiansfeld af kammerherreinden, da hun ingen efterkommere havde.
Hun bestemte i sit testamente, at arven skulle bruges til gavn for fattige, syge, gamle og børn af ubemidlede.
Hendes formue gik bl.a. til at oprette Haderslev Sygehus (det første sygehus i Haderslev) og et lokalt hus for fattige.
Kammerherreinden testamenterede 10.000 rigsdaler (1 rigsdaler = 2 kroner (i 1854)) til at kunne bygge et forplejningshjem (fattighus) i Tyrstrup Sogn. Huset skulle bære navnet Christina Friederica Stiftelse. Hun testamenterede også et årligt beløb til byens læge og bad ham om, at han til gengæld ville tage sig kærligt af de svage og syge i fattighuset, uden yderligere betaling.
Fonden (Christina Friederica Stiftelsen), uddeler hvert år penge til et formål, der har en relation til sygehuset. Stiftelsen blev oprettet som forplejningsanstalt til fattige i Tyrstrup Sogn og var hertugdømmernes første alderdomshjem.